# Stadion Shikishima
Stadion Shikishima – wielofunkcyjny stadion w Maebashi, w Japonii. Został otwarty w 1997 roku. Jego pojemność wynosi 19 694 widzów. Swoje mecze rozgrywa na nim drużyna Thespa Kusatsu.